# تیراندازی متروی بروکلین ۲۰۲۲
در حدود ساعت ۸:۳۰ دقیقه صبح روز ۱۲ آوریل ۲۰۲۲ چندین نفر در متروی نیویورک مورد اصابت گلوله قرار گرفتند. مظنون همچنان آزاد است. مظنون مسلح لباس آبی تیره یک جلیقه ساختمانی نارنجی به تن و ماسک گاز به صورت دارد.